# 이스라엘계 미국인
이스라엘계 미국인(영어: Israeli Americans; 히브리어: אמריקאים ישראלים)은 완전한 또는 부분적인 이스라엘 혈통을 가진 미국인이다. 이 범주에는 국적 및 시민권을 통해 이스라엘인인 사람들이 포함된다. 이스라엘의 인구 통계를 반영하듯, 이스라엘계 미국인 인구의 대부분이 유대인이지만, 다양한 인종과 종교적 소수 민족, 특히 무슬림, 기독교인, 드루즈인 등이 포함된 소수 민족인 아랍계 소수 민족과 비아랍계 소수 민족이 가장 두드러진다.

## 역사
이스라엘인들은 1948년 5월 이스라엘 국가가 수립된 직후 미국으로 이주하기 시작했다. 따라서 1950년대에 21,376명의 이스라엘 이민자들이 미국으로 왔고 1960년대에는 30,911명의 이스라엘 이민자들이 미국 이민자 데이터에 따르면 52,278명의 이스라엘인들이 미국으로 이민을 갔을 때 종종 이스라엘 이민의 첫 물결로 보여진다. 1970년부터 1979년까지 총 36,306명의 이스라엘인, 1980년부터 1989년까지 43,669명, 1990년부터 1999년까지 41,340명, 2000년부터 2009년까지 54,801명의 이스라엘인이 이민을 계속했다. 2010년 이후 이스라엘이 미국으로 이주하는 일은 매년 약 4천 건씩 계속되고 있다. 미국에서 태어난 이민자의 수는 14만 명에 육박하는 반면, 미국에서 태어난 이스라엘 이민자의 수는 일반인들에 의해 훨씬 더 큰 것으로 논의되어 온 문제이며, 이는 많은 민족 공동체에 공통적으로 나타나는 공동 민족 인구에 대한 과대평가 현상이다.
1980년대와 1990년대에 미국으로의 이스라엘의 이민은 팔레스타인과의 지속적인 갈등과 높은 세금, 그리고 그들의 조국에서 이용할 수 있는 저렴한 주택의 부족과 같은 많은 이유들로 인해 발전했다. 또한 이스라엘에서 미국 문화(특히 패션과 엔터테인먼트)의 양상을 획득하는 것은 많은 이스라엘인들이 미국의 경제적, 교육적 기회를 갖기를 원하게 만들었다.

## 인구 통계
이스라엘 국가 선언 이후, 그리고 오늘까지, 많은 이스라엘인들이 미국으로 이민을 갔다. 2000년 미국 인구 조사에 따르면 당시 미국에서 약 11만 명의 이스라엘인이 살고 있는 것으로 추정된 반면, 다른 미출처 추정치에서는 이보다 훨씬 많은 50만 명이 살고 있다고 한다. 그 수치의 20만 배에서 3배까지 광범위하게 추산되는 상당한 수의 이스라엘인들이 최근 수십 년 동안 해외로 이주했다(예리다).
미국 국토안보부의 통계에 따르면 1949년부터 2015년까지 약 25만 명의 이스라엘인이 미국에 영주권을 취득했다. 그 통계는 결국 이스라엘로 다시 이주한 사람들을 추적하지 않았다. 2012년 퓨 리서치 센터가 구축한 글로벌 종교 및 이주 데이터베이스에 따르면 이스라엘 외, 미국 및 전 세계 다른 지역에 거주하는 유대인을 포함하여 총 33만 명의 유대인이 이스라엘 원주민 인구의 약 4%에 달하는 것으로 나타났다. 이스라엘 태생의 미국 이민자 14만 명에 대한 현재 추정치에 따르면, 유대계 이스라엘 원주민 이민자의 3분의 2가 미국에 정착했고 나머지 3분의 1은 캐나다, 유럽, 남미, 남아프리카 공화국 그리고 세계의 나머지 지역에 정착했다.
원래 다른 나라에서 이스라엘로 이민을 왔다가 미국으로 건너간 원주민과 이스라엘인 외에도 이스라엘로 이민을 가서 이스라엘 시민이 되어 일정 기간 거주하다가 나중에 미국으로 돌아온 미국 유대인도 있었다. 이스라엘 인구학자 인논 코언은 미국으로 돌아온 미국 태생의 이스라엘인의 수가 1990년까지 30,000명에서 60,000명 사이, 2000년에는 53,000명에서 75,000명 사이라고 추정했다.
경제협력개발기구(OECD)는 2005년 조사된 175개 OECD 국가 중 이스라엘을 국외 거주자 비율의 중간 범위에 포함시키면서 1,000명당 2.9명으로 '외국인 비율'을 계산했다.

## 경제적 기여
CNN에 따르면 이스라엘 기업들은 매달 10개의 신생 스타트업의 비율로 뉴욕에 기업가적 벤처기업을 설립하고 있다. 2022년, 텔아비브와 예루살렘을 제외한 모든 대도시 지역 중 가장 많은 293개의 이스라엘 스타트업이 뉴욕 지역에 있었다.

## 유대계 미국인과의 관계
이스라엘계 미국인들은 일반적으로 다른 이스라엘계 미국인들과 유대 관계를 유지하는 것을 선호하면서 비이스라엘 유대계 미국인 공동체 및 그 기관들과 더 적은 상호작용을 하는 것으로 보인다. 유대계 미국인들, 특히 종교적인 유대계 미국인들은 종교 의식 참여 외에도 이스라엘계 미국인 사회와 상응하는 희박한 접촉을 유지하는 경향이 있다. 한때, 종교적인 미국 유대인들은 "요르딤"을 이스라엘로의 귀환과 영구적인 정착에 대한 유대인들의 "영원한 희망"과 반대되는 것으로 보았지만, 지금은 그들을 더 넓은 미국 유대인 공동체 내에서 중요한 하위 집단으로 간주한다. 이스라엘계 미국인의 약 75%가 유대교 공동체 내에서 결혼하는 반면, 비이스라엘계 미국인의 약 50%는 유대교 공동체 내에서 결혼한다. 동시에, 미국의 젊은 이스라엘인들은 점점 더 많은 숫자에 동화되고 있다.

## 같이 보기
- 이스라엘인
- 미국 유대인